# Camp Lakebottom
Camp Lakebottom è una serie animata canadese trasmessa su Teletoon dal 4 luglio 2013. In Italia la serie è andata in onda Disney XD dal 16 giugno 2014 e su K2 dal 2015.

## Trama
McGee, Gretchen e Squirt, in partenza per il campo estivo, prendono il bus sbagliato e vivono ogni genere di avventure in un campo tenebroso chiamato Camp Lakebottom, abitato da esseri sovrannaturali.

## Episodi
| Stagione         | Episodi | Prima TV Canada | Prima TV Italia |
| ---------------- | ------- | --------------- | --------------- |
| Prima stagione   | 52      | 2013            | 2014            |
| Seconda stagione | 52      | 2015            | 2016            |
| Terza stagione   | 26      | 2017            | 2017            |

## Personaggi e doppiatori

### Principali
- McGee: è un ragazzino amichevole e astuto che non teme d'affrontare situazioni pericolose. È fratello minore di Suzi. Il suo acerrimo nemico è Jordan Buttsquat e lo canzona affibbiandogli nomignoli. I suoi migliori amici sono Gretchen e Squirt. Ha occhi castani e capelli castano chiaro. È doppiato in originale da Scott McCord e in italiano da Simone Lupinacci.
- Gretchen Gritcherson: è l'amica di McGee e Squirt. A volte amichevole, a volte scontrosa, se si arrabbia è imprevedibile al punto da arrivare a pianificare azioni crudeli. Il suo miglior amico è McGee e ha un odio profondo per Suzi, perché nei concorsi di bellezza a cui partecipa si qualifica sempre dietro ad essa. Teme gli scoiattoli, ma è un'ottima combattente. È molto furba. Ha occhi celesti, indossa calze nere e viola con una minigonna. Ha i capelli neri legati in due codini. È doppiata in originale da Melissa Altro e in italiano da Loretta Di Pisa.
- Squirt: è il terzo protagonista del trio d'amici. È un ragazzo cicciottello, ingenuo e trasandato. È il miglior amico di McGee. È molto educato e cortese, sebbene molto spesso dica frasi disgustose. È doppiato in originale da Darren Frost e in italiano da Paolo De Santis.
- Sawyer: è uno zombie simpatico e affettuoso con McGee, Squirt e Gretchen. Al posto della mano destra ha una sorta di motosega che può cambiare in vari utensili. È doppiato in originale da Cliff Saunders e in italiano da Mario Scarabelli (st. 1) e Diego Sabre (st. 2-3).
- Armand: è un bigfoot arancione con le unghie dei piedi rotte e una cravatta viola, amante dell'arte e fanatico della capigliatura dei suoi capelli. È doppiato in originale da Adrian Truss e in italiano da Dario Oppido.
- Rosebud: è una nana tedesca che parla in terza persona con un forte accento teutonico. È la cuoca del campo, capace di cucinare piatti assurdi e disgustosi. Conosce tutti i mostri di Camp Lakebottom e racconta ai campeggiatori la loro storia. È doppiata in originale da Jonathan Wilson e in italiano da Monica Pariante.
- Jordan Buttsquat: è l'acerrimo nemico di McGee. È un ragazzo dai capelli arancioni. La sua frase ricorrente è "Un giorno avrò la mia vendetta!". È figlio di genitori ricchissimi e lo fa notare costantemente ai residenti di Camp Lakebotton, sfoggiando elicotteri, barche e gadget super-tecnologici. I suoi genitori, inoltre, sono i proprietari del campo Sunny Smiles, dall'altra parte del lago. È un ragazzo egoista, arrogante e prepotente. È doppiato in originale da Carter Hayden e in italiano da Alessandro Pili.
- Suzi: migliore amica di Buttsquat, eccentrica, meschina, prepotente e viziata, è la sorella maggiore di McGee. Nonostante il legame di parentela è sua acerrima nemica. È doppiata in originale da Bryn McAuley e in italiano da Tiziana Martello.
- Slimey: è l'animale da compagnia del campo. È visibile esclusivamente per dei tentacoli bianchi e neri che fuoriescono dall'acqua del lago.